# Gelsemiàcies
Gelsemiaceae és una família de plantes amb flors dins l'ordre Gentianales. Només conté dos gèneres: Gelsemium i Mostuea. Gelsemium té tres espècies, una d'elles és planta nativa del sud-est d'Àsia i el sud de la Xina i dues natives dels sud-est dels Estats Units, Mèxic i Amèrica Central. Les 8 espècies del gènere Mostuea són plantes natives de l'Amèrica del Sud Àfrica i Madagascar. Tots dos gèneres anteriorment estaven classificats en la família Loganiaceae.
La família Gelsemiaceae va ser descrita l'any el 1994, i es diferencien pel fet de ser plantes sense làtex i de tenir flors heteròstiles amb les corol·les grogues.